# 下山腳
下山腳，是臺灣彰化縣大城鄉的一個傳統地域名稱，位於該鄉南部。相較於今日行政區，其範圍大致為山腳村不含東部及西北端及西南端、永和村中部。

## 歷史
台灣清治末期至日治初期，下山腳地區為一街庄，稱為「下山腳庄」，隸屬於深耕堡。該庄北與大城厝庄為鄰，東與潭墘庄為鄰，南邊隔濁水溪與草湖庄、貓兒干庄為界，西邊為下牛稠庄，西北邊為公館庄。。
1901年（日治明治三十四年）11月，全台廢縣廳改設二十廳，該庄隸屬於彰化廳。1903年（明治三十六年）6月，該庄編入「大城厝區」，隸屬於彰化廳。1909年（明治四十二年）10月，合併二十廳為十二廳，大城厝區改隸屬於臺中廳。1920年（大正九年），廢廳、支廳、區、街庄（舊制）改設州、郡、街庄（新制）、大字，該庄改制為「下山腳」大字，隸屬於臺中州北斗郡大城庄。
戰後大城庄改制為大城鄉，隸屬於臺中縣，大字亦改制為村。1950年10月，中、彰、投分治，大城鄉改隸屬彰化縣。

## 聚落
本地區發展較早的聚落為下山腳（下莊），在日治期初期的官方地圖上已有記載。此外，本地區尚有頂莊聚落。

## 交通
縣道143號（大山路、古山路）是漢寶至大城的道路，其南側端點位於本地區下山腳聚落南側的下山腳堤防道路路口。由此向北北西轉北北東在蜿蜒而行，至聚落東北側轉北北西再轉東北，繞大彎過西側土丘後轉西北西再轉北微東，經鄉道彰160線終點路口後續行，出境後可前往大城市區、二林、漢寶並止於省道台17線路口。
鄉道彰159線是外五間厝至下牛稠的道路，大致以北北東—南南西走向經過本地區西北部凸出部分的西側邊界地帶。由該道路向北北東可前往公館與大城交界地帶、大城與山寮交界地帶、山寮北部的菜寮聚落、外五間寮、外五間寮與三塊厝交界地帶並止於鄉道彰158-1線路口，向南南西可前往公館與下牛稠交界地帶、下牛稠並止於海墘堤防道路路口。
鄉道彰159-1線是菜寮至下山腳的道路，其南側端點位於本地區下山腳聚落南側的縣道143號路口。由此向西轉西北再轉北出聚落後，轉西北再轉北北東蜿蜒而行，至本地區西部邊界北段後沿邊界而行，經鄉道彰160線路口後不遠處出境，可前往大城市區、山寮北部的菜寮聚落並止於鄉道彰159線路口。
鄉道彰160線是海邊至下山腳的道路，其東側端點位於本地區頂莊聚落中部偏西東的鄉道縣道143號路口。由此向西北西轉西北再轉西北西至本地區西北部凸出部分的北側邊界後，大致沿邊界地帶而行，至西部邊界處的鄉道彰159線路口轉北北東與其共線約50公尺後，轉西北西獨行並出境後，可前往公館、頂海墘厝、頂海墘厝與西港交界地帶、下海墘厝西北部並止於大城南段海堤道路路口。
鄉道彰166線是大城至九塊厝的道路，大致以西北—東南走向經過本地區東北部邊界地帶。由該道路向西北可前往大城市區並止於縣道143號路口，向東南可前往潭墘、尤厝東南部、九塊厝並止於縣道152號（東陽路二段）路口。